# Suttogók
A Suttogók˙(eredeti cím: The Whispers) 2015-ben bemutatott amerikai élőszereplős sorozat, melyet az ABC sugárzott. A sorozat 2015. június 1-jén debütált a csatornán, Magyarországon a Fox sugározta. A sorozatot Ray Bradbury A tetovált ember című novelláskötetében megjelent, Nulla óra című írása ihlette.

## Ismertető
Egy titokzatos erő gyermekeket manipulál arra, hogy szörnyű tetteket hajtsanak végre, de a gyerekek csak egy ártatlan puszipajtásnak gondolják. Az FBI ügynökei nyomozásba kezdenek, hogy kiderítsék, mi lehet az a szörnyű dolog, ami ilyenre vetemedik. Közben a Szaharában a tudósok furcsa jelenségre lesznek figyelmesek, ami összefügghet az üggyel.

## Szereplők
| Szerep                    | Színész                 | Magyar hang        |
| ------------------------- | ----------------------- | ------------------ |
| Claire Bennigan           | Lily Rabe               | Haumann Petra      |
| Wes Lawrence              | Barry Sloane            | Bozsó Péter        |
| Sean Bennigan             | Milo Ventimiglia        | Szabó Máté         |
| Lena Lawrence             | Kristen Connolly        | Solecki Janka      |
| Jessup Rollins            | Derek Webster           | Galambos Péter     |
| Dr. Maria Benavidez       | Catalina Denis          | Csondor Kata       |
| Millicent "Minx" Lawrence | Kylie Rogers            | Stern Hanna        |
| Henry Bennigan            | Kyle Harrison Breitkopf | Ács Balázs         |
| Harper Weil               | Abby Ryder Fortson      | Szűcs Anna Viola   |
| Ms. Bellings              | Melinda Page Hamilton   | Román Judit        |
| Peter Kim                 | Ki Hong Lee             | Moser Károly       |
| Amanda Weil               | Autumn Reeser           | Major Melinda      |
| Alex Myers                | Alan Ruck               | Kőszegi Ákos       |
| Willie Starling           | Dee Wallace             | Menszátor Magdolna |
| Haley Frommer             | David Andrews           | Barbinek Péter     |
| Ousamne Damba             | Darien Sills-Evans      | Hegedűs Miklós     |